# تينيسي وليامز
توماس لانير ويليامز الثالث (بالإنجليزية: Tennessee Williams)‏ المعروف باسمه الأدبي تينيسي ويليامز (26 مارس 1911 - 25 فبراير 1983)، كان كاتبًا مسرحيًا أمريكيًا، ويعد إلى جانب نظيريه يوجين أونيل وأرثر ميلر ضمن أهم ثلاثة كتّاب للمسرحيات في الدراما الأمريكية في القرن العشرين.
نشأ ويليامز في سانت لويس، ميزوري. بعد سنوات من الغموض، أصبح فجأة مشهورًا في عمر الثلاثة والثلاثين بنجاح مسرحية الوحوش الزجاجية (1944) في مدينة نيويورك. عكست هذه المسرحية عن كثب خلفيته العائلية التعيسة، وتعد أول نجاح ضمن سلسلة مسرحياته الناجحة التي تضمنت مسرحيات عربة اسمها الرغبة (1947)، وقطة على سطح صفيح ساخن (1955)، وطائر الشباب الجميل (1959)، وليلة الإغوانا (1961). حاول تكوين أسلوب جديد في عمله الأخير لكنه لم يجتذب الجمهور. كثيرًا ما توضع مسرحيته عربة اسمها الرغبة ضمن القوائم القصيرة لأفضل المسرحيات الأمريكية في القرن العشرين إلى جانب مسرحية أوجين أونيل رحلة النهار الطويلة خلال الليل ومسرحية أرثر ميلر موت بائع متجول.
حُولت الكثير من أعمال ويليامز المشهورة إلى أعمال سينمائية. كتب أيضًا قصصًا قصيرة، وشعرًا، ومقالات، ومجلدًا من المذكرات. في عام 1979، وقبل وفاته بأربعة أعوام، أُدرج ويليامز في قاعة مشاهير المسرح الأمريكي.

## طفولته

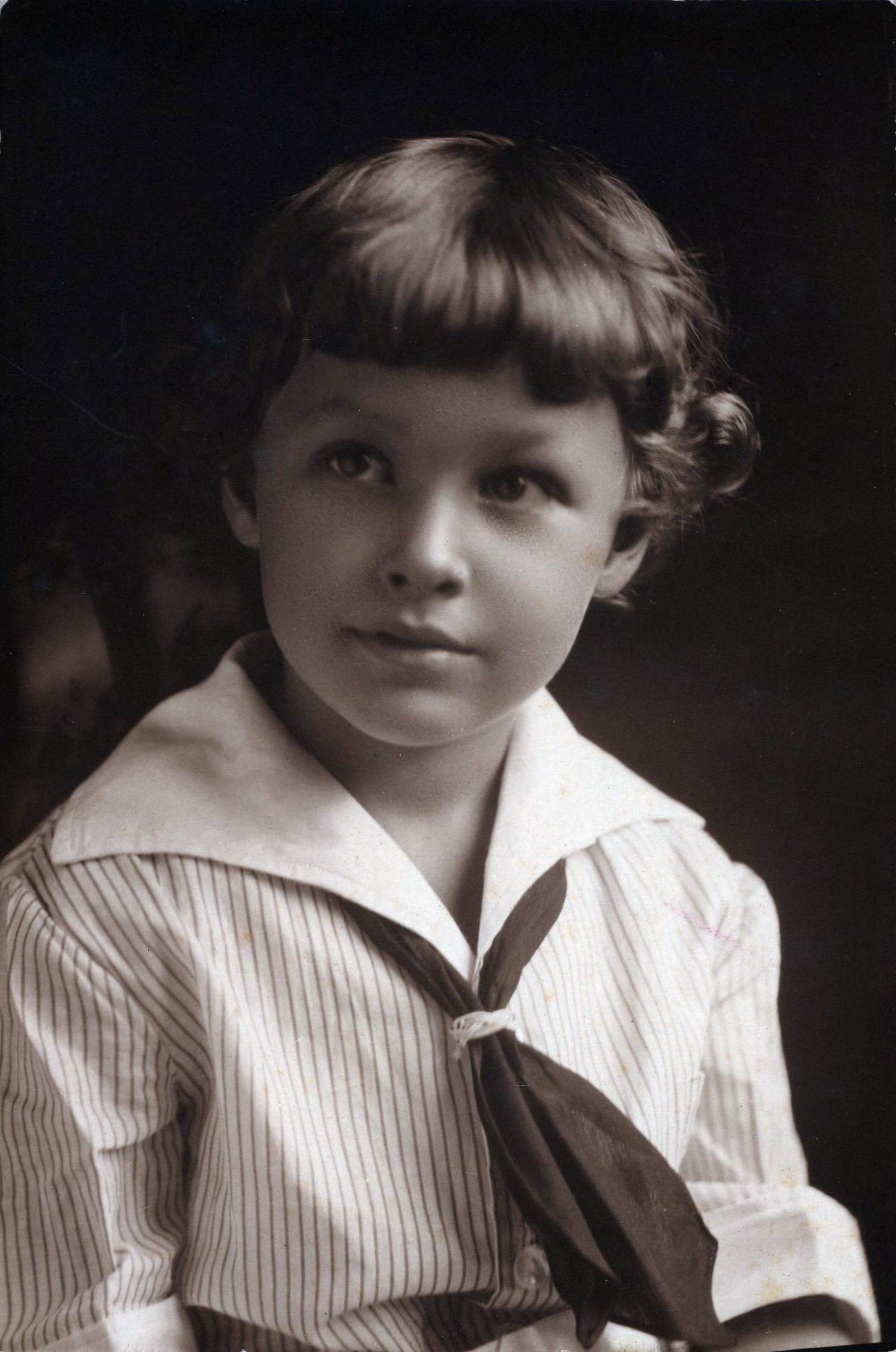
صورة لتينيسي ويليامز مكتوب عليها "توم في الخامسة والنصف يعيش في كلاركسديل"

وُلد توماس لانير ويليامز الثالث في كولومبوس، ميسيسيبي، من أصل إنجليزي ويلزي هوغونوتي، وهو الطفل الثاني لإدوينا داكين (9 أغسطس 1884 - 1 يونيو 1980) وكورنيليوس كوفين «سي. سي.» ويليامز (21 أغسطس 1879 - 27 مارس 1957). كان والده بائع أحذية متجولًا ثم أصبح مدمنًا على الكحول وكثيرًا ما كان يقضي وقته بعيدًا عن المنزل. والدته أدوينا ابنة روز أو. داكين، كانت مُدرسة موسيقى. جده القس والتر داكين، قس أسقفية من إلينوي، عُين في أبرشية في كلاركسديل، مسيسيبي، بعد ولادة ويليامز بوقت قصير. عاش ويليامز في بيت جده مع أسرته طوال فترة طفولته الأولى وكان مقربًا من أجداده.
كان لديه أخ وأخت، شقيقته الكبرى روز إيزابيل ويليامز (1909-1996)، وشقيقه الأصغر والتر داكين ويليامز (1919-2008).
كاد ويليامز أن يموت بسبب حالة من الخناق (الديفتيريا) في صغره، تركته ضعيفًا واضطرته للبقاء في منزله خلال فترة النقاهة التي استغرقت عامًا. تسبب مرض ويليامز في جعله أقل قوة مما تمنى والده. كان كورنيليوس ويليامز، وهو سليل مجموعة من رواد شركة شرق تينيسي الفعليين، ذا مزاج عنيف، وميالًا إلى استخدام قبضته، ونظر إلى ما اعتقده تأنثًا من ابنه بنظرة ازدراء. ركزت إدوينا، التي احتجزت في زواج تعيس، انتباهها بالكامل تقريبًا على ابنها الصغير الضعيف. يشير العديد من النقاد والمؤرخين إلى أن ويليامز استلهم كثيرًا من كتاباته من أسرته المضطربة.
عندما بلغ ويليامز الثامنة من عمره، ترقى والده إلى وظيفة في المكتب الرئيسي لشركة الأحذية العالمية في سانت لويس، ميزوري. كان بحث والدته المستمر عما اعتبرته عنوانًا ملائمًا، إلى جانب إدمان والده على الكحول وسلوكه المضطرب وصوته المرتفع، سببًا في تنقلهم عدة مرات في أرجاء سانت لويس. التحق ويليامز بمدرسة سولدان الثانوية للدراسات الدولية، التي أشار إليها في مسرحية الوحوش الزجاجية. درس لاحقًا في مدرسة المدينة الجامعية الثانوية. في سن السادسة عشر، فاز وليامز بالجائزة الثالثة عن مقال نُشر في مجلة ذا سمارت سيت بعنوان «هل يمكن أن تكون الزوجة الطيبة رياضة جيدة؟». بعد مرور عام، نُشرت قصته القصيرة «انتقام نيتوكريس» (باسمه «توماس لانير ويليامز») في عدد أغسطس 1928 من مجلة حكايات غريبة. لم يُسفر عن هذه المنشورات المبكرة أي اعتراف ملموس أو تقدير لموهبة ويليامز، وكافح لأكثر من عقد لتأسيس عمله في الكتابة. لاحقًا في عام 1928، زار ويليامز أوروبا لأول مرة برفقة جده داكين.

## روابط خارجية
- تينيسي وليامز على موقع IMDb (الإنجليزية)
- تينيسي وليامز على موقع الموسوعة البريطانية (الإنجليزية)
- تينيسي وليامز على موقع مونزينجر (الألمانية)
- تينيسي وليامز على موقع ألو سيني (الفرنسية)
- تينيسي وليامز على موقع ميوزك برينز (الإنجليزية)
- تينيسي وليامز على موقع أول موفي (الإنجليزية)
- تينيسي وليامز على موقع قاعدة بيانات برودواي على الإنترنت (الإنجليزية)
- تينيسي وليامز على موقع قاعدة بيانات الأفلام السويدية (السويدية)
- تينيسي وليامز على موقع إن إن دي بي (الإنجليزية)
- تينيسي وليامز على موقع ديسكوغز (الإنجليزية)